# لیزا بواتین
لیزا بواتین (انگلیسی: Lisa Boattin؛ زادهٔ ۳ مهٔ ۱۹۹۷) بازیکن فوتبال اهل ایتالیا است.
از باشگاه‌هایی که در آن بازی کرده‌است می‌توان به باشگاه فوتبال زنان یوونتوس اشاره کرد.
وی همچنین در تیم‌های ملی فوتبال Italy women's national under-17 football team, Italy women's national under-19 football team، و زنان ایتالیا بازی کرده‌است.